# Aurélie Filippetti
Aurélie Filippetti (Villerupt, 17 giugno 1973) è una politica e romanziera francese, nipote di un immigrato italiano che partito da Gualdo Tadino si trasferì in Lorena, a Villerupt.
È stata ministro francese della Cultura e delle Comunicazioni dal 2012 al 2014, prima nei due governi di Jean-Marc Ayrault e poi nel governo di Manuel Valls.

## Biografia
Ha passato gran parte della sua giovinezza a Audun-le-Tiche, dove il padre, Angelo Filippetti, è stato sindaco negli anni ottanta. Dal 2007 al 2017 è stata deputata socialista all'Assemblea nazionale (eletta in Mosella nel 2007 e nel 2012).
Nel 2009 è stata candidata anche all'elezione del Parlamento europeo. Nel 2014 è stata eletta nel consiglio comunale di Metz, città nella quale ha svolto una parte dei suoi studi.
Aurélie Filipetti è stata ministro della Cultura e delle Comunicazioni in tre governi successivi, il Governo Ayrault I, il Governo Ayrault II, e il Governo Valls I. Su sua iniziativa, l'Assemblea Nazionale ha approvato nel 2013 una legge che impedisce ai librai internet di offrire la consegna gratuita ai clienti, nel tentativo di proteggere le librerie in difficoltà del paese dal crescente predominio del rivenditore online statunitense Amazon. Nel 2014, Filippetti licenziò Anne Baldassari, la direttrice del Musée Picasso, dopo le crescenti critiche alla sua gestione.
In seguito alle dimissioni di Arnaud Montebourg per protestare contro le politiche economiche di Hollande, anche Filippetti e Benoît Hamon si sono dimessi il 25 agosto 2014. Ha lasciato la carica a Fleur Pellerin nella formazione del nuovo Governo Valls II. Nel 2017 si ricandida nel suo collegio per un terzo mandato ma viene clamorosamente battuta al primo turno con appena l'11,8% ed è eliminata dal secondo turno, perdendo il seggio parlamentare.
Nel luglio 2018 si dimette dal seggio di consigliere comunale a Metz.
A partire dal 2017 Aurélie Filippetti si dedica prevalentemente all'insegnamento presso Sciences-Po a Parigi.
Alla fine del 2020 lancia un appello alle forze di sinistra e ecologiste perché esse si presentino unite, fin dal primo turno, alle elezioni regionali della regione Grande Est previste nel 2021. Nonostante l'adesione di molte personalità politiche della regione, nel marzo del 2021 molte forze di sinistra non si mostravano convinte dall'appello di Filippetti. Infatti questa lista è arrivata quinta con l'8,64% dei voti e non è stata ammessa al secondo turno.

## Vita privata
Filippetti aveva una relazione con Thomas Piketty. Nel 2009, ha presentato una denuncia di violenza domestica contro di lui; Piketty si scusò e Filippetti lasciò rapidamente cadere le accuse.
Dal 2014 all'inizio del 2017, Filippetti ha avuto una relazione con Montebourg, con cui ha avuto una figlia, Jeanne, nata nel settembre 2015. La sua prima figlia, Clara, proviene da una precedente relazione.

## Opere

### Romanzi
- 2003 - Les Derniers Jours de la Classe ouvrière, Stock. Réédité en Livre de Poche (ISBN 2-253-10859-6).
- 2006 - Un homme dans la poche, Stock.